# Idensalmi–Ylivieska-banan
|  | Straight track |

|  | Station on track |

|  | Unknown BSicon "ABZgl" |

|  | Unknown BSicon "eHST" |

|  | Station on track |

|  | Unknown BSicon "eHST" |

|  | Unknown BSicon "eHST" |

|  | Station on track |

|  | Unknown BSicon "ABZgr" |

|  | Unknown BSicon "eHST" |

|  | Station on track |

| Unknown BSicon "STR+l" | Unknown BSicon "ABZgr" |

| Non-passenger end station | Straight track |

|  | Small non-passenger station on track |

|  | Unknown BSicon "eHST" |

|  | Station on track |

|  | Stop on track |

|  | Unknown BSicon "ABZg+l" |

|  | Station on track |

|  | Straight track |

|  | Straight track |

|  | Station on track |

|  | Unknown BSicon "ABZgl" |

|  | Unknown BSicon "eHST" |

|  | Station on track |

|  | Unknown BSicon "eHST" |

|  | Unknown BSicon "eHST" |

|  | Station on track |

|  | Unknown BSicon "ABZgr" |

|  | Unknown BSicon "eHST" |

|  | Station on track |

| Unknown BSicon "STR+l" | Unknown BSicon "ABZgr" |

| Non-passenger end station | Straight track |

|  | Small non-passenger station on track |

|  | Unknown BSicon "eHST" |

|  | Station on track |

|  | Stop on track |

|  | Unknown BSicon "ABZg+l" |

|  | Station on track |

|  | Straight track |

Idensalmi-Ylivieska-banan är en del av det finländska järnvägsnätet och går från Idensalmi, via Pyhäjärvi till Ylivieska. Banans längd är 154,4 km. Banan är enkelspårig. Banan kommer elektrifieras åren 2020 till 2023.

## Stationer

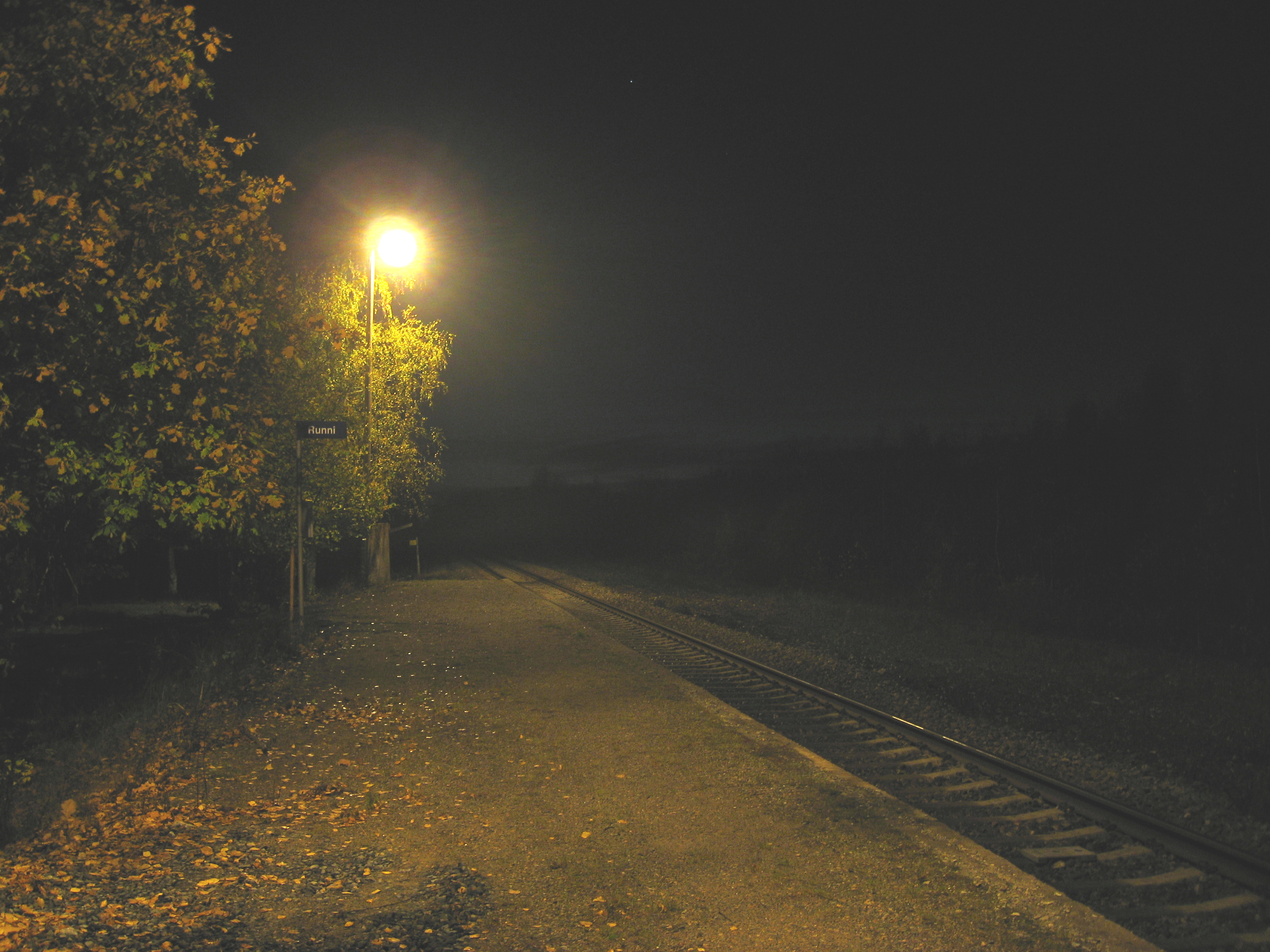
Runni
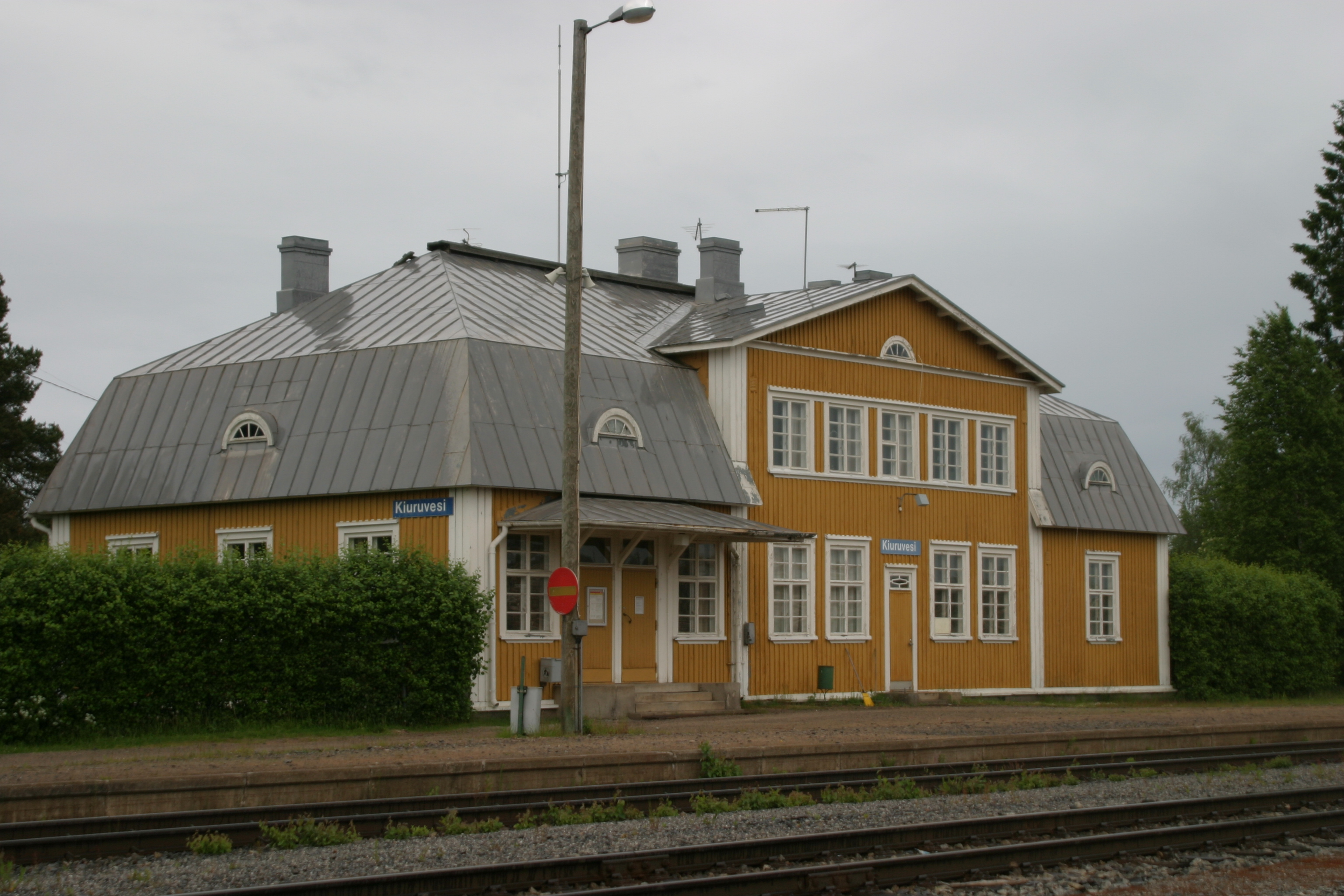
Kiuruvesi
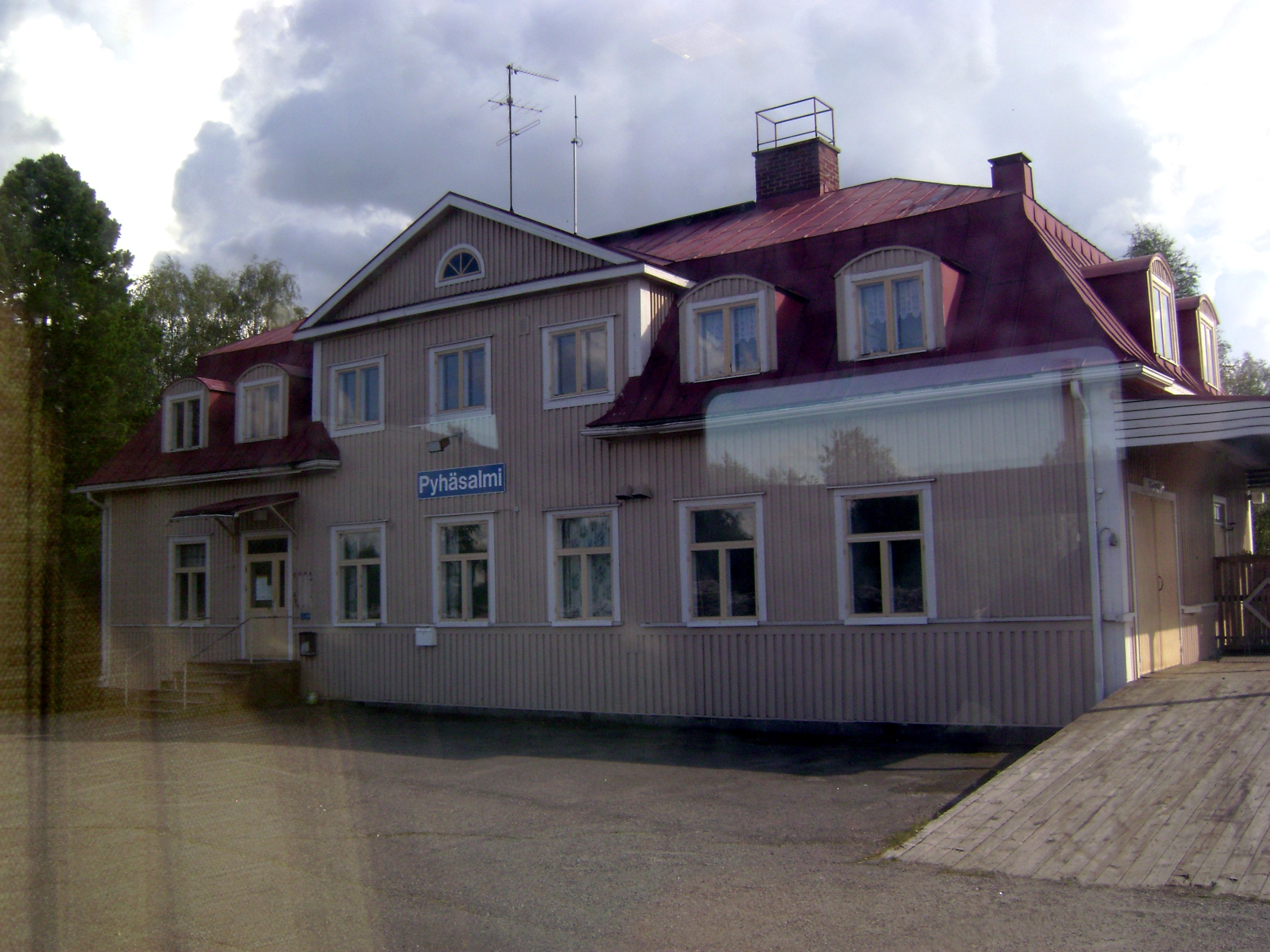
Pyhäsalmi
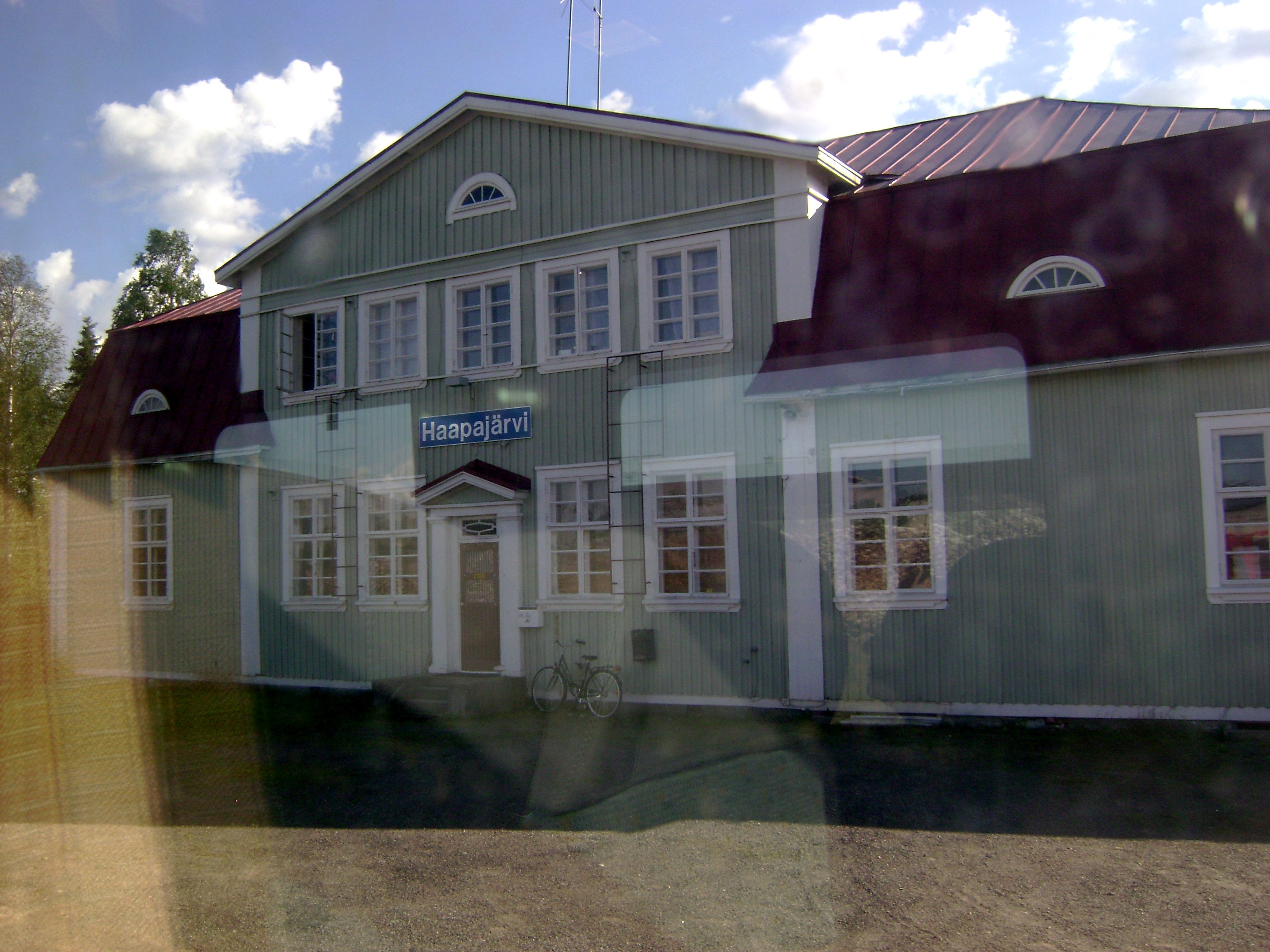
Haapajärvi
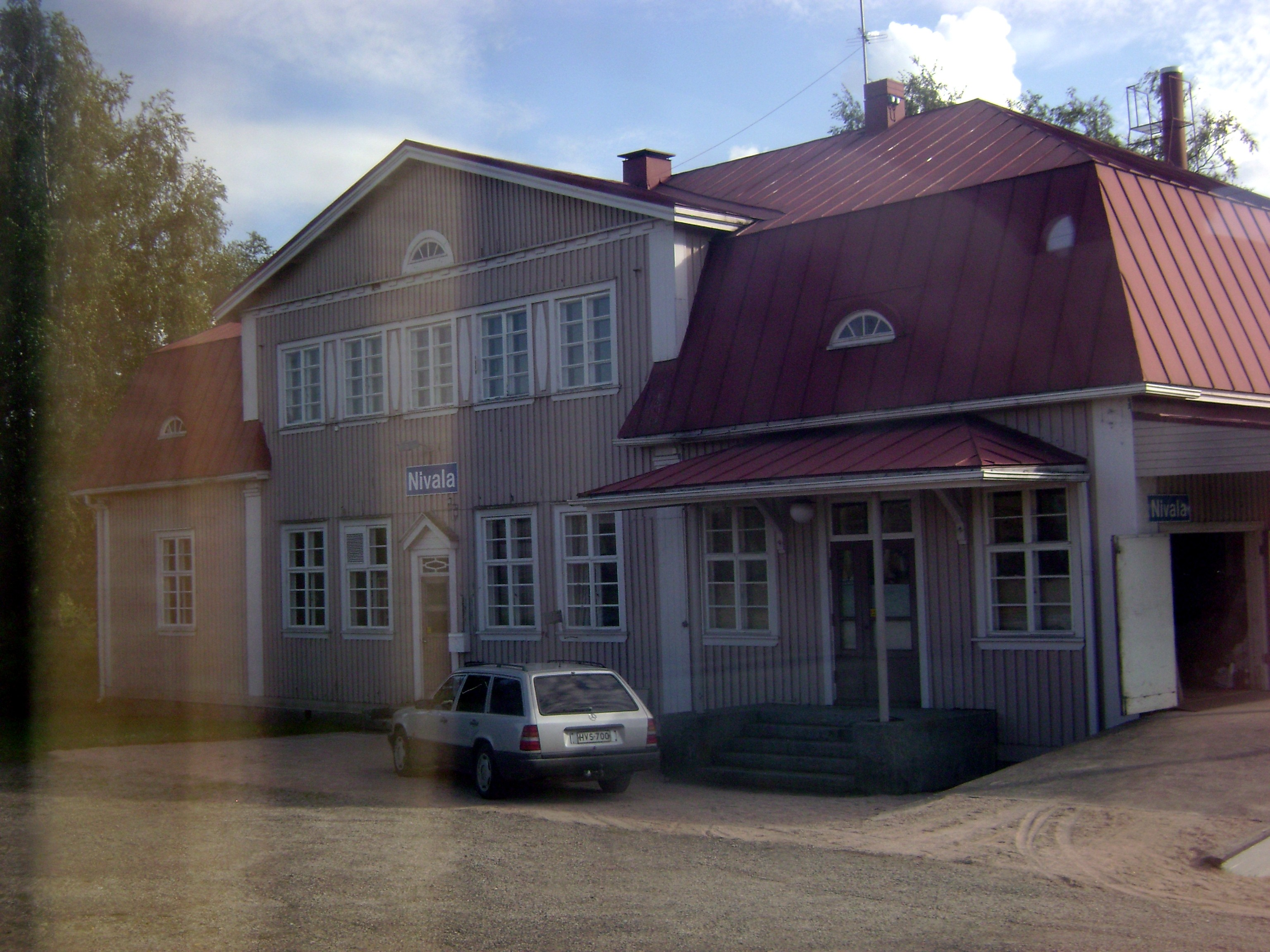
Nivala